# Discestra
Discestra är ett släkte av fjärilar beskrivet av George Francis Hampson, 1905. Discestra ingår i familjen nattflyn.

## Dottertaxa tillDiscestra, i alfabetisk ordning[1]
- Discestra alta  Barnes & Benjamin, 1924
- Discestra armata Staudinger, 1888
- Discestra castrae Barnes & McDunnough, 1912 
  - Discestra castrae ultra Barnes & Benjamin, 1924
- Discestra chartaria Grote, 1873
- Discestra chunka Smith, 1910
- Discestra crotchii Grote, 1880 
  - Discestra crotchii fusculenta Smith, 1891
- Discestra dianthi Tauscher, 1809 
  - Discestra dianthi hubiesi de Lajonquiére, 1969
- Discestra eversmanni Staudinger, [1900] , 1899
- Discestra farnhami Grote, 1873 XXXXXXXXXXXXXXXXsynonym med Anatra farnhami enligt Dyntaxa[2]
- Discestra fulgora Barnes & McDunnough, 1918
- Discestra furca Eversmann, 1852
- Discestra furcula Staudinger, 1889
- Discestra hamata McDunnough, 1930
- Discestra hoplites Staudinger, 1901
- Discestra intermedia Pinker, 1980
- Discestra isoloma Püngeler, 1903
- Discestra loeffleri Reisser, 1958
- Discestra marmorosa Borkhausen, 1792 
  - Discestra marmorosa microdon Guenée, 1852
- Discestra mendax Staudinger, 1878
- Discestra mendica Staudinger, 1894
- Discestra mutata Dod, 1913
- Discestra oaklandiae McDunnough, 1937
- Discestra obesula Smith, 1904 
  - Discestra obesula ortruda Smith, 1910
- Discestra oregonica Grote, 1881 
  - Discestra oregonica columbica McDunnough, 1930 
  - Discestra oregonica montanica McDunnough, 1930 
  - Discestra oregonica morana Smith, 1910
- Discestra perdentata Hampson, 1894
- Discestra projecta McDunnough, 1938
- Discestra pugnax Hübner, 1827 
  - Discestra pugnax atlantis Schwingenschuss, 1955 
  - Discestra pugnax italica Berio, 1942
- Discestra schawyra Bang-Haas, 1927
- Discestra schneideri Staudinger, 1900
- Discestra sodae Boisduval, 1829 
  - Discestra sodae fuerteventurensis Pinker & Bacallado, 1979 
  - Discestra sodae rosacea Rothschild, 1920
- Discestra stigmosa Christoph, 1887 
  - Discestra stigmosa atlantica Boursin, 1936 
  - Discestra stigmosa corsicola Boursin, 1962 
  - Discestra stigmosa meridionalis Berio, 1980-1981 (1981) 
  - Discestra stigmosa parentii Berio, 1980-1981 (1981) 
  - Discestra stigmosa vicarioi Berio, 1980-1981 (1981)
- Discestra subalbida Barnes & Benjamin, 1924
- Discestra trifolii Hufnagel, 1767 XXXXXXXXXXXXXXXXsynonym med Anatra trifolii enligt Dyntaxa[3]
  - Discestra trifolii albifusca Walker, 1857 
  - Discestra trifolii latemarginata Wiltshire, 1976